# Cretone
Cretone es un núcleo de población del municipio italiano de Palombara Sabina en la provincia de Roma (Lacio).

## Contexto geográfico
Su territorio comprende principalmente terrenos agrícolas y bosques. La agricultura es la actividad económica principal del territorio y se cultivan productos de alta calidad, gracias a la sus características geográficas. En efecto, el clima en esta zona del centro de Italia es óptimo para la agricultura, los montes Lucretili protegen a la zona por en su flanco este. En épocas recientes se ha comenzado a desarrollar la actividad turística, potenciada por la presencia de termas y del parque natural de los montes Lucretili.

## Historia
La historia del desarrollo de la zona se ha rastreado con la ayuda de varios hallazgos arqueológicos y escritos de épocas pasadas. El poblado de Cretone se ubica sobre una colina, en cuya cima se asienta el asentamiento medieval. Desde la colina de Cretone se puede admirar la amplia planicie de Cerreto Quirani, ubicada a menor altura y rodeada por unas ondulaciones con la misma composición que la colina donde se ubica Cretone. La planicie se formó mediante el relleno de los valles con el aporte de material de arrastre por dos arroyos procedentes de las laderas del oeste de los montes Lucretili. En las cuevas de Grottoline-Molaccia se ha descubierto una necrópolis contendiendo interesantes materiales arqueológicos. La necrópolis contiene objetos de época que permiten ubicar a Cretone en la cultura sabina que posee influencias etruscas.
La única exploración científica del área data de 1983, año en el que la Dirección General Arqueológica del Lacio excavó un grupo de sepulturas procedentes de los siglos VII y VI. De la construcción del castillo y del poblado medieval del siglo XIII podemos admirar restos cerámicos. Es posible que el área habitada desde el período arcaico la zona comprendiera desde la llanura hasta la extremidad superior de la colina, que hoy aloja la construcción de Piazza delle Carrette. La altura de la colina permitía aislar el poblado con un foso en el estrechamiento que la une al grupo meridional de los Tre Colli.

## Festividades
El patrón es San Vito, cuya fiesta patronal se festeja el 15 de junio. En la segunda mitad del mes de julio tiene lugar la "Fiesta del durazno" (it. perzica), una fiesta popular dedicada a un fruto muy cultivado en las campañas de las cercanías.

## Economía local
En su territorio se produce el aceite de oliva virgen extra, que tiene la denominación DOP.